# Morež
Il monte Morež con 2.261 m s.l.m. è una cima della Catena Mangart-Jalovec.